# Scudiero

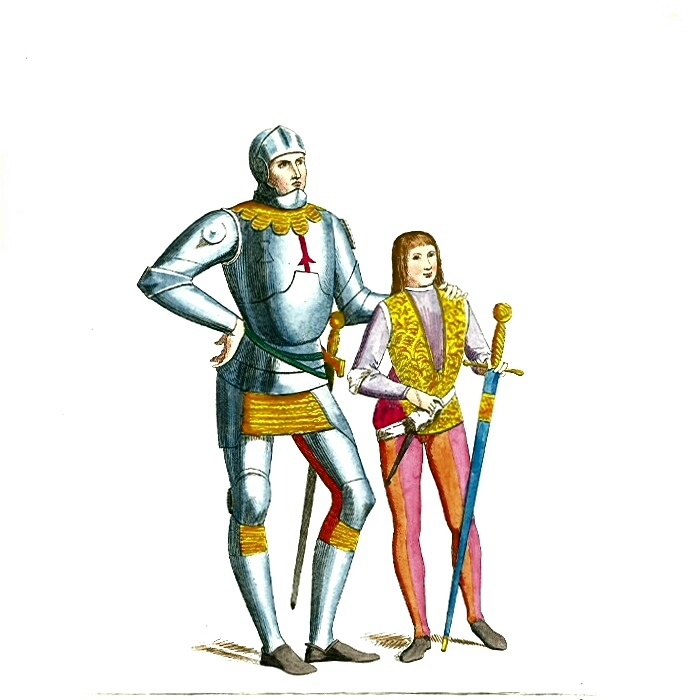
Cavaliere e scudiero

Il termine scudiero aveva sia nell'antichità sia nel medioevo due significati diversi nell'ambiente militare.
Nel primo significato indicava il valletto d'armi, ovvero un giovane incaricato di portare le armi e lo scudo del suo signore in guerra. Nella mitologia classica alcuni scudieri fungono pure da aurighi, come gli omerici Molione e Midone; anche nell'Eneide c'è un ragazzo con entrambe le mansioni, ed è agli ordini del condottiero rutulo Remo (per alcuni traduttori il passo in questione parlerebbe però di due figure distinte, uno scudiero e un auriga). Questi personaggi vengono detti scudieri o palafrenieri, avendo anche le stesse responsabilità degli addetti alle scuderie in servizio di vigilanza, i quali, agli ordini di un capo-scuderia, sono incaricati di sorvegliare i quadrupedi ricoverati nelle scuderie del corpo, specialmente nelle ore notturne (e uno di loro, lo scudiero di Remo, troverà la morte durante un turno di guardia negligentemente condotto, facendosi colpire nel sonno dalla spada di Niso). Ancora nel poema epico virgiliano è presente il personaggio di Acate (il fedele armigero di Enea), il cui nome è diventato praticamente sinonimo di scudiero (fidus Achates). Dalla mitologia classica proviene anche Ila, giovane armigero di Eracle, nonché suo amante.
L'altro significato era quello di scudiero nobile, o per meglio dire, allievo cavaliere, ruolo risalente ai secoli centrali del Medioevo: veniva così indicato il nobiluomo messosi alle dipendenze di un cavaliere provetto per apprendere l'uso delle armi e del cavallo, onde a sua volta diventare cavaliere. A seconda poi che questo scudiero fosse stato agli ordini di un personaggio più o meno elevato nella gerarchia nobiliare del medio evo, assumeva di riflesso luce ed importanza di grado, tanto che presso le grandi monarchie gli scudieri dei re e dei principi avevano precedenza sugli stessi grandi condottieri e generali. Lo scudiero in combattimento pugnava contro lo scudiero dell'avversario, e contro tutti quelli del seguito di esso che non erano cavalieri, sebbene non fosse agevole nelle mischie osservare tali formalità.
Nei paesi anglosassoni si usa il termine squire per designare lo scudiero. Da esso è derivato il titolo nobiliare esquire: nel XIX secolo era normalmente definito esquire (o squire) un proprietario terriero di un certo livello quando questi non era in possesso di altri titoli. Il titolo veniva dato anche a chi ricopriva determinati uffici. Il suo utilizzo col tempo divenne di tipo residuale, atto ad indicare in generale colui che è esperto nella gestione della cosa pubblica o nel diritto, soprattutto gli avvocati; quest'uso, seppur ufficiosamente, è corrente anche negli Stati Uniti d'America.
In Germania gli scudieri venivano spesso riuniti in Squadroni e adoperati come cavalleria leggera, a frotte, o a gruppi alla spicciolata, dopo il primo scontro dei cavalieri, e dopo il loro caracollo. Essi diedero origine ai raitri.
Il termine scudiero passò successivamente per ragioni araldiche ad indicare la carica di un gentiluomo di corte il quale aveva anche cura delle scuderie reali; viene altresì indicato con il termine più proprio di cavallerizzo (in francese écuyer) e il suo ruolo è illustrato da Claudio Corte nel suo libro Il cavallarizzo. Tale carica continua ad essere in vigore presso le corti attuali, dove oltre al Grande Scudiere vi sono quelli di sottordine.
In campo artistico si ricorda Ritratto di guerriero con scudiero, dipinto di Giorgione.